# Montaren-et-Saint-Médiers
Montaren-et-Saint-Médiers település Franciaországban, Gard megyében. Lakosainak száma 1390 fő (2022. január 1.). Montaren-et-Saint-Médiers Arpaillargues-et-Aureillac, Belvézet, La Bruguière, Serviers-et-Labaume és Uzès községekkel határos.

## Népesség
A település népességének változása:
| Lakosok száma | 518  | 805  | 1094 | 1351 | 1496 | 1454 | 1434 | 1403 | 1389 | 1390 |
|               | 1968 | 1982 | 1990 | 2006 | 2013 | 2015 | 2017 | 2019 | 2020 | 2022 |